# Anne Elliot

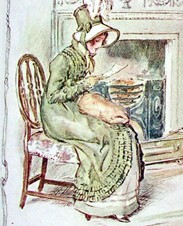
Anne Elliot leyendo una carta de Mr. Elliot, ilustración realizada por C.E. Brock para la novela Persuasión, escrita por Jane Austen.

Anne Elliot es la protagonista de la última novela completa de Jane Austen, Persuasión, que fue publicada en 1818, tras la muerte de la autora.

## Descripción
A sus 27 años, Anne Elliot es una joven independiente y madura, con un pasado sumamente triste y sin ningún tipo de esperanza. Ella vive a la sombra de su importante familia, con honestidad y modestia y a la sombra de lady Russell a la que sigue respetando, pero cuya opinión no considera tan profundamente como hacía anteriormente. Para Anne, ocho años de soledad han terminado con su lozanía, con sus ganas de vivir y con cualquier posibilidad de encontrar algún tipo de felicidad.
Sin embargo, su reserva y modestia la han convertido en un personaje muy querido por su hermana Mary y la familia de esta, los Musgrove, que no dudan jamás en recurrir a ella buscando el juicio y las confidencias. Anne es siempre una alegría en Uppercros, pero en su propia casa apenas es más importante que cualquiera de las criadas.
"Anne dotada de un espíritu sensible y de un carácter dulce, lo que la habría hecho admirada para todo el que supiera apreciar la realidad, no representaba nada para su padre ni para su hermana mayor; su consejo no pesaba, sus solicitudes siempre eran desatendidas. En una palabra, no era más que Anne"

## La belleza de Anne
Es una de las cuestiones más controvertidas de la novela, en las dos adaptaciones para la televisión no se ha tenido en cuenta la transformación que sí ocurre en la novela, aunque en la de 1995 se intenta dar un mayor esplendor y se introduce un pequeño comentario de sir Elliot sobre la mejoría de Anne, apenas si se menciona.
La propia Austen al principio de la novela deja bastante claro que Anne ha perdido toda la lozanía de su juventud:
"Pocos años antes Anne Elliot había sido una muchacha agraciada, pero su belleza se marchitó pronto, y si en el apogeo de ésta era muy poco lo que el padre encontraba en ella digno de admiración - los delicados rasgos y los ojos negros de la muchacha eran muy distintos de los de él -, menos había de hallarlo ahora que estaba delgada y melancólica."
Sin embargo, cuando Anne llega finalmente a Bath se ha producido un gran cambio en ella.
"Anne había realmente mejorado de aspecto... dios le había dado una segunda primavera de juventud y belleza"
Es importante mencionar este cambio ya que en las dos adaptaciones de televisión parece que Mr. Elliot se haya fijado en ella cuando estaban en Lyme solo porque conocía de antemano su parentesco y lo que podría aprovechar de él, sin embargo, Anne en Lyme puede que estuviese lo suficientemente hermosa para conquistar no solo el corazón de Mr. Elliot, que no había visto nunca, sino también el corazón de Benwick, que no se hubiese fijado en ella solo por su vocación intelectual. Y del mismo modo, despertar los celos en Wentworth.
Evidentemente hay que añadir que Mr. Elliot conocía a Anne por la Mrs. Smith, aunque no de manera tan detallada como para identificarla en Lyme.
Es interesante destacar esta transformación, Anne vive encerrada ocho largos años en su casa y apenas si visita de vez en cuando Uppercross, sin embargo, toda la aventura primero en Lyme y después en Bath le hacen recuperar toda su juventud del mismo modo que Anne descubre algo muy diferente en ella, y es que indudablemente ha crecido, en madurez, sabiduría y sobre todo en voluntad.

## La melancolía de Anne
Ocho largos años de soledad, Anne ha perdido toda esperanza de encontrar la felicidad. Su mundo se reduce a Kellynch, a lady Russell y a las pequeñas visitas a Uppercross. Ya no hay esperanza, ninguna esperanza, sin embargo, eso mismo le hace despertar de su largo letargo, ello le da voluntad, reconoce la fuerza de la segunda oportunidad, con la serenidad de un sabio, no se deja llevar por los sentimientos y su corazón palpita escondido en la sombra.
Ella misma lo confiesa, antes hubiese preferido los mil males y tormentos que haberse casado con Wentworth le hubiese ocasionado que ser víctima de aquella soledad y aquella melancolía.
Es justo en este punto cuando se observa el verdadero tema de la novela, que no es la persuasión, sino la capacidad de seguir amando incluso cuando ya no hay esperanza. Cuando Anne recupera la oportunidad, olvida todo el mundo que tiene detrás, acepta y está dispuesta a luchar contra cualquier cosa que se ponga en su contra. No hay persuasión que pueda retenerla.

## El legado deJane Austen
Con Anne Elliot, Jane Austen describe un mundo que va más lejos de la esperanza, cuando esta ya se ha perdido, todavía queda algo, algo que hace renacer a Anne del más absoluto vacío. "somos capaces de amar durante más tiempo, incluso cuando ya no hay esperanza"

## En el cine
- 1995: En Reino Unido se estrena la película "Persuasion", bajo la dirección general de Roger Michell. Se filmó en Abbey Green, Bath, Somerset; la misma tuvo una duración de 107 minutos. Los actores principales seleccionados para la versión cinematográfica fueron Amanda Root como Anne Elliot y Ciarán Hinds como el Capitán Frederick Wentworth.
- 2007: El primero de abril se estrenó Persuasión, una película para televisión en Reino Unido, estuvo bajo la dirección de Adrian Shergold. La misma duraba exactamente 2 horas con cortes comerciales, y sin ellos 93 minutos. Esta película cuenta con las actuaciones de Sally Hawkins como Anne y con Rupert Penry-Jones como Wentworth.

- Datos: Q2851075